# Житковац
Житковац је варошица у Србији у општини Алексинац у Нишавском округу. Према попису из 2022. Житковац има 2258 становника (према попису из 2002. било је 2.680 становника, док је према оном из 1991. било је 2.735). Заједно са суседним насељима Моравцем и Прћиловицом чини једну целину креирајући једно од највећих насеља на територији општине од око 6.650 становника.
Насеље се налази на 160 метара надморске висине са западне стране Јужне Мораве удаљено од Алексинца 3 километра. Житковац носи име по житним пољима.

## Историја
Житковац се први пут у писаном извору спомиње 1516. године у попису кога Турци спроводе на територији поробљене Србије. Записано је да је село носило два имена, Стојановце или Житковце и имало је 48 српских хришћанских и 6 муслиманских кућа.
Након ослобођења од Турака 1833. године, Житковац је имао 34 кућа. Граница са Турском се у то време налазила код села Суповца, неких 20 так километара јужно од Житковца.
Ту је јула 1933. године основана Савезна Стрељачка дружина, на иницијативу учитеља Станоја Јовановића. У њу је приступило одмах око 50 чланова. Учитељ Јовановић је изабран и за председника, Будимир Јовановић је потпредседник и ту је у управи још Мирослав Тирнанић, иначе млинар. Друштво је радила по друштвеним потврђеним правилима.
До 1965. ово насеље је било седиште општине Житковац коју су чинила насељена места: Банковац, Беља, Честа, Чукуровац, Дашница, Доња Пешчаница, Доње Сухотно, Доњи Адровац, Доњи Љубеш, Голешница, Горња Пешчаница, Горње Сухотно, Горњи Адровац, Горњи Љубеш, Гредетин, Грејач, Јаковље, Каменица, Копривница, Корман, Крушје, Кулина, Лоћика, Лознац, Лужане, Љуптен, Мали Дреновац, Моравац, Моравски Бујмир, Нозрина, Породин, Прћиловица, Радевце, Срезовац, Стублина, Шурић, Тешица, Трњане, Велики Дреновац, Витковац, Врћеновица, Вукања, Житковац (сада у општини Алексинац), Сечаница и Суповац (припојени тадашњој општини Ниш, данас у нишкој градској општини Црвени Крст)

## Инфраструктура и саобраћај
- Ауто-пут E75 код Алексинца
- Железничка станица
- Стари водоторањ
- Аутобуска станица

Први воз кроз Житковац пругом Београд - Ниш прошао је 1884. године. Железничка станица у Житковцу потиче управо из тог времена када је саграђен и водоторањ за потребе железнице. Железничка станица у Житковцу је званична станица града Алексинца.
Житковац се налази на двадесетак километара северно од Ниша и исто толико југоисточно од Крушевца. Насеље је повезано ауто-путем Београд - Ниш E-75 као и регионалним путем Крушевац - Ниш. Главни аутобуски превоз, градски, међуградски и сеоски је Ниш експрес. Такође саобраћа и Сокопревоз директном линијом Житковац - Сокобања, која је удаљена неких тридесетак километара од варошице.
Основни проблем Житковца је недовршена канализација.

## Привреда

#### Трговина
Житковац је раскрсница путева који спаја град Алексинац са свим насељима алексиначке општине која се налазе са леве стране тока Јужне Мораве. Захваљујући повољном географском положају, Житковац се развио у значајан трговински центар општине Алексинац

#### Пољопривреда
Алексиначки крај је један од најпознатијих пчеларских крајева Србије. Доктор Родољуб Живадиновић из Житковца је председник
Друштва Пчелара Алексинац као и Савеза пчеларских организација Србије.

#### Индустрија, мала привреда, занатство и угоститељство
Године 1885 због великих пољопривредних потенцијала овдашњег краја у Житковцу и Моравцу основан је Монопол за прераду и откуп дувана. У крају се производио дуван типа прилеп, познат још и као „житковачки“. Фабрика је била самостална све до деведесетих година када улази у састав „Дуванске Индустрије Ниш“, како би након приватизације постала део Филип Мориса.
Житковац, заједно са Моравцем поседује неколико приватних конфекцијских радњи од којих је највећа „Новитет“. Деведесетих година почиње са радом локална Пивара Јуниор која због јаке конкуренције није опстала на тржишту и мења делатност у угоститељство. Млекара Житковац је такође имала сличну судбину.
Као локални центар, Житковац поседује велики број кафића и два велика подрумска простора које користе дискотеке.
- Млекара
- ресторан Јуниор
- Базени Акваријус
- Бензинска пумпа

## Спорт
ФК Морава је фудбалски клуб из Житковца, Моравца и Прћиловице који се такмичи у нишкој фудбалској зони. Основан је 1930. године као матични клуб тадашњег села Житковца. Ускоро се ујединио са ФК Младост, матичним клубом села Моравца и тако је настао нови клуб фк Морава. Данашњи стадион који се налази у варошици Житковац клуб је добио 1938. године.

## Демографија
У насељу Житковац живи 2.161 пунолетни становник, а просечна старост становништва износи 40,0 година (39,4 код мушкараца и 40,5 код жена). У насељу има 854 домаћинства, а просечан број чланова по домаћинству је 3,14.
Ово насеље је друго по величини у општини и највеће на западној страни Јужне Мораве, а становништво у њему чине скоро у потпуности Срби (према попису из 2002. године).
|  |

| Демографија | Демографија | Демографија |
| Година      | Становника  | Становника  |
| ----------- | ----------- | ----------- |
| 1948.       | 1.124       |             |
| 1953.       | 1.237       |             |
| 1961.       | 1.754       |             |
| 1971.       | 2.255       |             |
| 1981.       | 2.464       |             |
| 1991.       | 2.735       | 2.671       |
| 2002.       | 2.680       | 2.796       |
| 2011.       | 2.569       |             |

| Етнички састав према попису из 2002.‍ | Етнички састав према попису из 2002.‍ | Етнички састав према попису из 2002.‍ | Етнички састав према попису из 2002.‍ | Етнички састав према попису из 2002.‍ |
| ------------------------------------ | ------------------------------------ | ------------------------------------ | ------------------------------------ | ------------------------------------ |
|                                      |                                      |                                      |                                      |                                      |
| Срби                                 | Срби                                 |                                      | 2.527                                | 94,29%                               |
| Роми                                 | Роми                                 |                                      | 94                                   | 3,50%                                |
| Македонци                            | Македонци                            |                                      | 9                                    | 0,33%                                |
| Хрвати                               | Хрвати                               |                                      | 5                                    | 0,18%                                |
| Албанци                              | Албанци                              |                                      | 4                                    | 0,14%                                |
| Југословени                          | Југословени                          |                                      | 4                                    | 0,14%                                |
| Бугари                               | Бугари                               |                                      | 2                                    | 0,07%                                |
| Чеси                                 | Чеси                                 |                                      | 1                                    | 0,03%                                |
| Црногорци                            | Црногорци                            |                                      | 1                                    | 0,03%                                |
| Словенци                             | Словенци                             |                                      | 1                                    | 0,03%                                |
| Руси                                 | Руси                                 |                                      | 1                                    | 0,03%                                |
| Муслимани                            | Муслимани                            |                                      | 1                                    | 0,03%                                |
| непознато                            | непознато                            |                                      | 17                                   | 0,63%                                |

| Година пописа     | 1948. | 1953. | 1961. | 1971. | 1981. | 1991. | 2002. |
| ----------------- | ----- | ----- | ----- | ----- | ----- | ----- | ----- |
| Број домаћинстава | 332   | 351   | 531   | 692   | 777   | 823   | 854   |

| Број чланова      | 1   | 2   | 3   | 4   | 5   | 6  | 7 | 8 | 9 | 10 и више | Просек |
| ----------------- | --- | --- | --- | --- | --- | -- | - | - | - | --------- | ------ |
| Број домаћинстава | 165 | 181 | 143 | 186 | 111 | 57 | 9 | 0 | 0 | 2         | 3,14   |

| Пол    | Укупно | Неожењен/Неудата | Ожењен/Удата | Удовац/Удовица | Разведен/Разведена | Непознато |
| ------ | ------ | ---------------- | ------------ | -------------- | ------------------ | --------- |
| Мушки  | 1.085  | 298              | 710          | 55             | 20                 | 2         |
| Женски | 1.178  | 223              | 720          | 185            | 50                 | 0         |
| УКУПНО | 2.263  | 521              | 1.430        | 240            | 70                 | 2         |

| Пол    | Укупно                    | Пољопривреда, лов и шумарство | Рибарство                            | Вађење руде и камена | Прерађивачка индустрија       |
| ------ | ------------------------- | ----------------------------- | ------------------------------------ | -------------------- | ----------------------------- |
| Мушки  | 501                       | 33                            | 0                                    | 3                    | 132                           |
| Женски | 244                       | 24                            | 0                                    | 0                    | 53                            |
| УКУПНО | 745                       | 57                            | 0                                    | 3                    | 185                           |
| Пол    | Производња и снабдевање   | Грађевинарство                | Трговина                             | Хотели и ресторани   | Саобраћај, складиштење и везе |
| Мушки  | 6                         | 112                           | 47                                   | 13                   | 43                            |
| Женски | 2                         | 5                             | 46                                   | 8                    | 8                             |
| УКУПНО | 8                         | 117                           | 93                                   | 21                   | 51                            |
| Пол    | Финансијско посредовање   | Некретнине                    | Државна управа и одбрана             | Образовање           | Здравствени и социјални рад   |
| Мушки  | 1                         | 7                             | 24                                   | 14                   | 10                            |
| Женски | 2                         | 4                             | 10                                   | 26                   | 32                            |
| УКУПНО | 3                         | 11                            | 34                                   | 40                   | 42                            |
| Пол    | Остале услужне активности | Приватна домаћинства          | Екстериторијалне организације и тела | Непознато            | Непознато                     |
| Мушки  | 21                        | 0                             | 0                                    | 35                   | 35                            |
| Женски | 8                         | 1                             | 0                                    | 15                   | 15                            |
| УКУПНО | 29                        | 1                             | 0                                    | 50                   | 50                            |

## Познате личности
У Житковцу је 1926. године рођена позната српска глумица Бранка Митић.

## Споменици културе
- Црква Светог Архангела Гаврила - Изградња цркве посвећене Светом архангелу Гаврилу је започета 1993. године, у време службовања проте Душана Стојковића. Храм је освештао патријарх српски Иринеј 5. јуна 2011. године.
- Споменик НОБ - од самог центра Житковца, на магистралном путу за Ниш, налази се спомен парк погинулим борцима у Народноослободилачкој борби у Другом светском рату (1941 - 1945). На самом споменику, налазе се мермерне плоче са именима и презименима особа које су свој живот дале таком ових борби. На самом споменику, у централном делу, карактеристичан је натпис који стоји: " Поштујте младости оних који падоше да срећни и слободни будемо ми".

- Споменик палим борцима у НОБ-у